# Проклята діва
«Проклята діва» (англ. Immaculate, дос. «непорочна») — американський психологічний фільм жахів 2024 року режисера Майкла Могана, сценариста Ендрю Лобела та студій Black Bear Pictures і Fifty-Fifty Films. Головні ролі виконують Сідні Свіні, Альваро Морте, Бенедетта Поркаролі, Дора Романо, Джорджо Коланьєлі та Сімона Табаско.
Світова прем'єра фільму відбудлася на щорічному фестивалі «South by Southwest» 12 березня 2024 року. 22 березня почався прокат фільму в Сполучених Штатах компанією Neon. Прем'єра в Україні відбулася 21 березня 2024 року, за розповсюдженням фільму відповідальна Kinomania Film Distribution.

## Опис
Американська монахиня Сесилія вирушає до віддаленого монастиря у мальовничій італійській місцині. Невдовзі теплий прийом перетворюється на кошмар. Сесилія з'ясовує, що нова домівка приховує страшну таємницю та нечувані жахіття.

## Акторський склад
- Сідні Свіні — Сесилія
- Альваро Морте — Отець Сал Тедеші
- Бенедетта Поркаролі — сестра Ґвен
- Дора Романо — настоятелька
- Джорджо Коланьєлі — кардинал Франко Мерола
- Сімона Табаско — сестра Мері

## Виробництво
У жовтні 2022 року було оголошено, що Сідні Свіні приєдналася до акторського складу фільму, режисером якого став Майкл Мохан за сценарієм Ендрю Лобела, а Свіні виступила в ролі продюсера під прапором своєї компанії Fifty-Fifty Films. У лютому 2023 року до акторського складу фільму приєдналися Альваро Морте, Бенедетта Поркаролі, Дора Романо, Джорджо Коланґелі та Сімона Табаско.
Основні знімання проходила в Римі та були завершені до лютого 2023 року.

## Вихід
У грудні 2023 року компанія Neon придбала права на прокат фільму в США. Світова прем'єра фільму відбудеться на фестивалі «South by Southwest» 12 березня 2024 року. Реліз фільму заплановано на 22 березня 2024 року.
Дистрибуцією фільму в Україні займається кінокомпанія Kinomania Film Distribution, прем'єра кінострічки назначена на 21 березня 2024 року.